# Susan Jebb

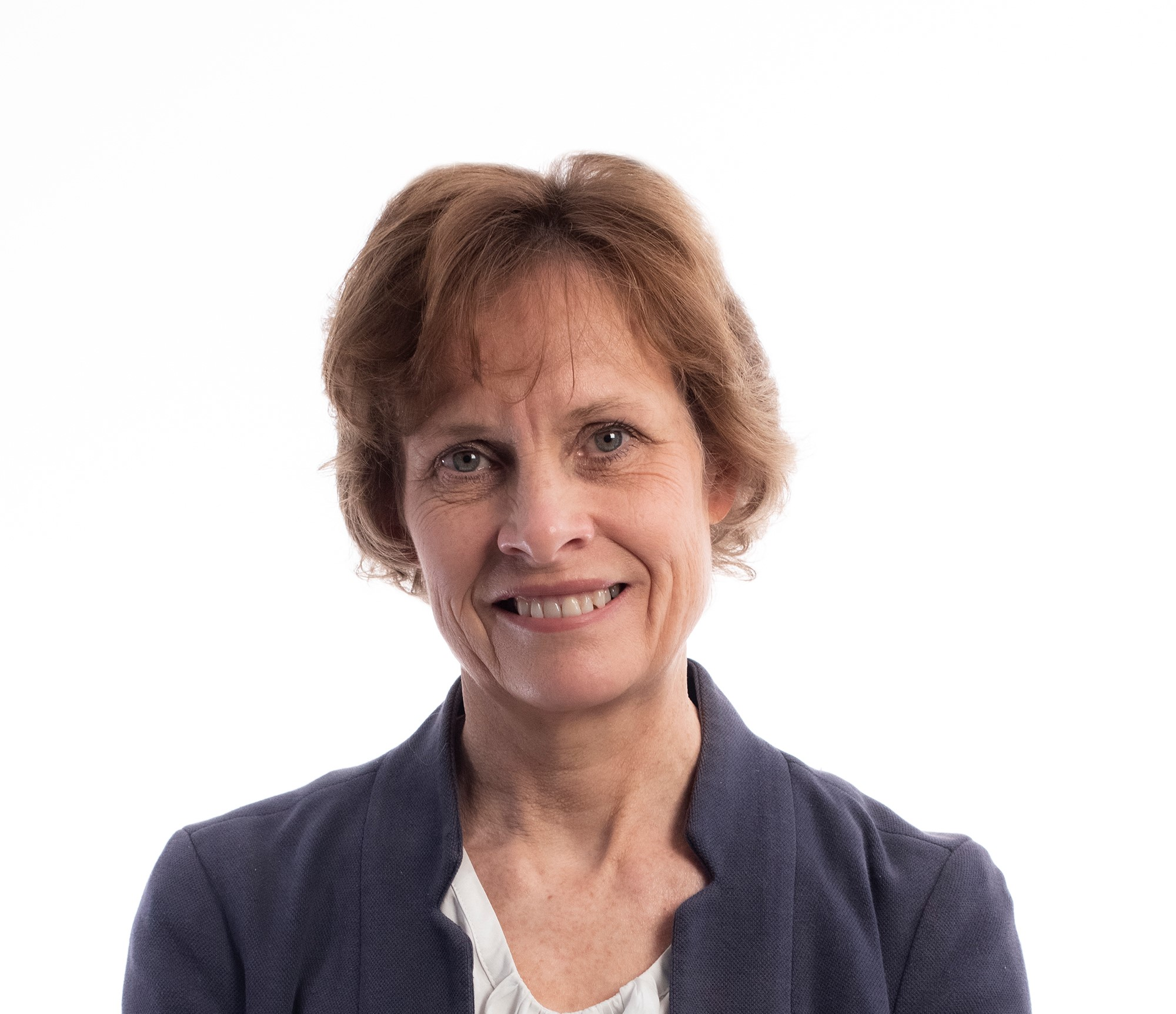
Susan Jebb, 2021

Susan Ann Jebb OBE, geborene Parkinson, (* 29. August 1964 in Bolton (Greater Manchester)) ist eine britische Ernährungswissenschaftlerin und Politikberaterin.

## Leben und Wirken
Jebb studierte an der Surrey University.
Sie ist Beraterin der britischen Regierung.
Im Juni 1990 heiratete Jebb in Ellesmere, Shropshire; 2001 gebar sie in Cambridge einen Sohn.

## Forschungsschwerpunkte
Schwerpunkt ihrer Forschungs- und Beratungstätigkeit sind die Probleme der Adipositas im Vereinigten Königreich. Zeitweilig leitete sie die Abteilung für Ernährung und Gesundheitsforschung am MRC Human Nutrition Research in Cambridge sowie des Ernährungsnetzwerks am Department of Health's Public Health Responsibility Deal in Oxford. Im Jahr 2008 wurde ihr für ihre Verdienste um die öffentliche Gesundheit der Titel OBE (Officer of the Order of the British Empire) verliehen.

## Auszeichnungen und Ehrungen (Auswahl)
- 2018: Queen’s Lecturer[4] an der TU Berlin
- 2015: gemeinsam mit Edzard Ernst John-Maddox-Preis der Organisation Sense about Science.[5]
- 2008: Officer of the Most Excellent Order of the British Empire